# 马尔尚府邸

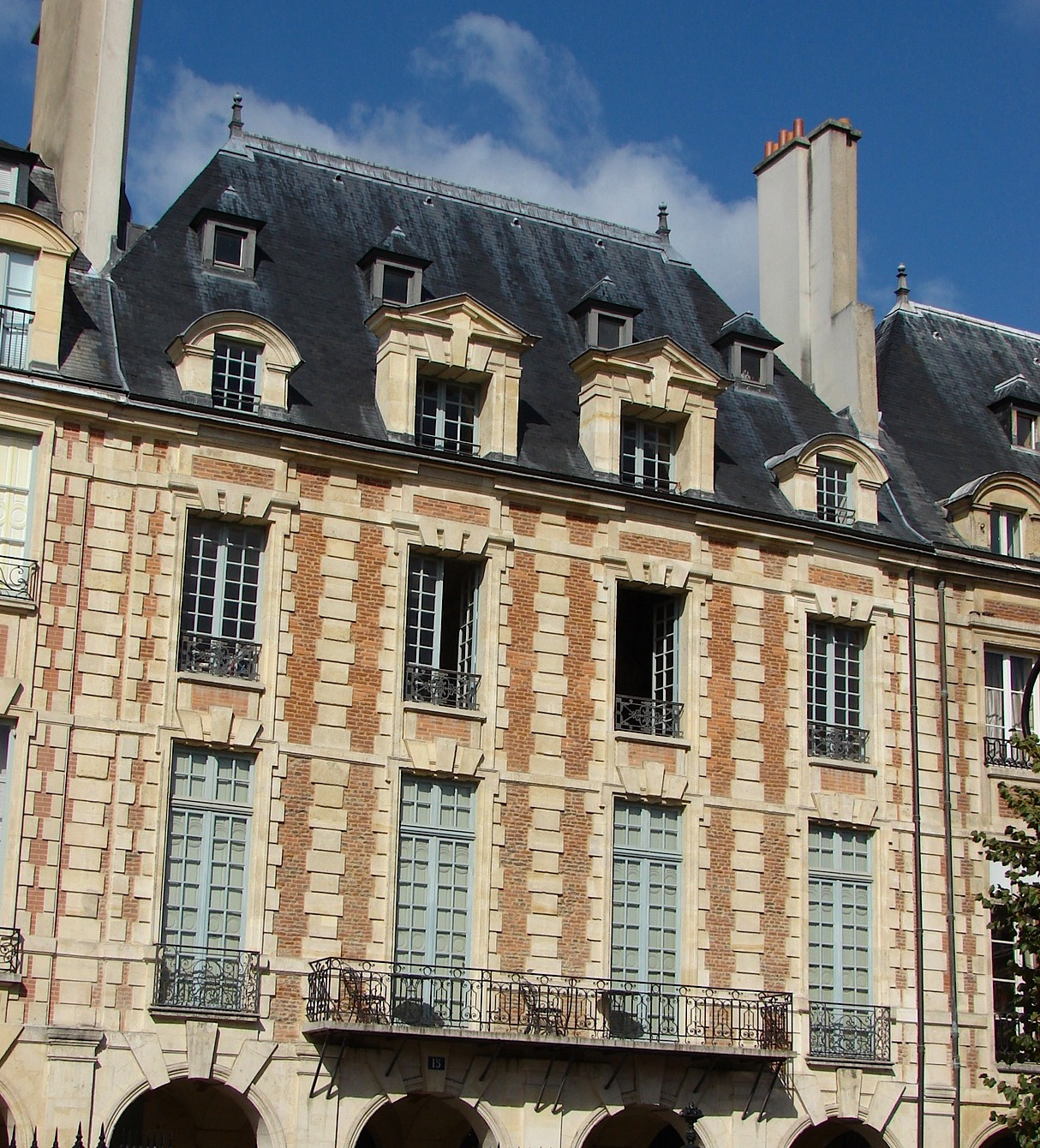

马尔尚府邸（Hôtel Marchand）是一座17世纪法式府邸，位于巴黎第四区的孚日广场15号、蒂朗纳街（Rue de Turenne）16号。它坐落于孚日广场的西侧，介于13号迪埃尔哈莫府邸（Hôtel Dyel des Hameaux）与17号夏巴纳府邸（Hôtel de Chabannes）之间。

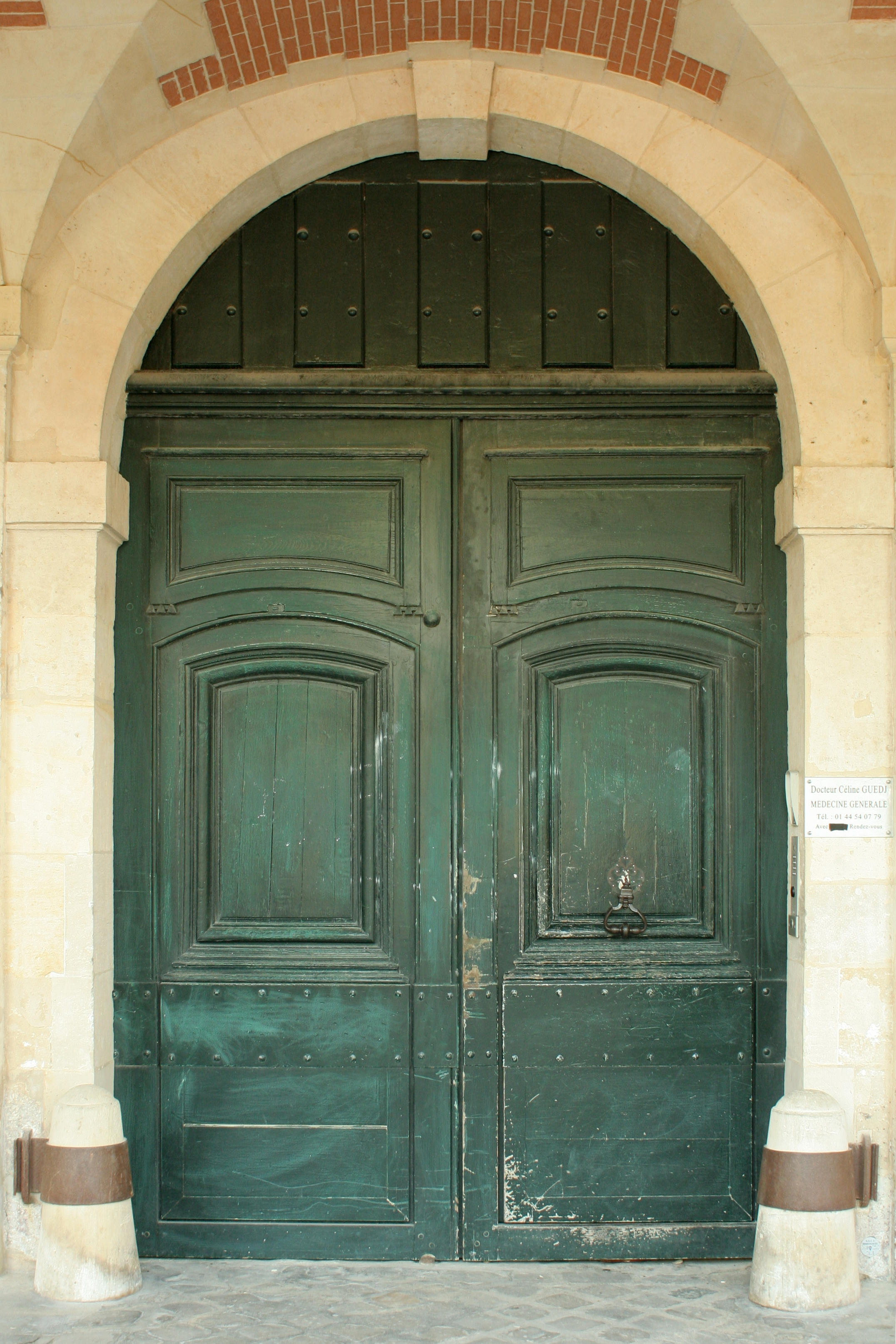

1953年，该建筑的楼梯列为法国历史遗迹。1955年立面、屋顶和拱廊列入。